# 叢書 (漢籍)
叢書（そうしょ）は、漢籍の分類のひとつで、多くの書物をひとつにまとめたものをいう。
『四庫全書総目提要』では叢書のための特別な分類は存在せず、いくつかの叢書を子部の雑家類に分類している。現在でもこの方式に従うこともあるが、四部分類のほかに叢書部を立てることも多い。
『十三経注疏』『二十四史』なども定義上は叢書と言えるが、分類上は叢書でなく経部や史部に入れられる。

## 歴史
叢書の名は唐末の陸亀蒙『笠沢叢書』ではじめて用いられたが、これは詩文集であり、『四庫全書総目提要』では集部に含める。現存する最古の叢書としては兪経『儒学警悟』（1201年、6種41巻）と左圭『百川学海』（1273年、100種177巻）がある。『儒学警悟』は抄本で伝えられたが、『百川学海』は印刷され、後世の叢書は多く『百川学海』を見ならって作られた。
叢書はとくに明から清にかけて盛んに作られ、その最大のものが『四庫全書』である。
1930年代に出版された『叢書集成』（商務印書館）は、叢書100種類を集めて再分類した叢書の叢書であった。その後、台湾の芸文印書館から『百部叢書集成』が出版されている。
蔵書家や出版社が珍しい書籍を出版したものや、特定の時代・地方・分野の書籍を集めたもの、輯佚書など、さまざまな叢書がある。
叢書の目録としては、顧廷龍主編、上海図書館編『中国叢書綜録』（中華書局1959-1962年、3冊。1982年に上海古籍出版社より増補版が出版されている）があり、中華人民共和国の41か所の図書館が所蔵する近代以前の2797種類の叢書と、それらが収録している（重複を除いて）38,891種の書籍について、どの叢書がどの本を含むか、逆にどの本がどの叢書に属するかを知ることができる。しかし日本の叢書にはこの一覧から抜けているものもある。

## 問題点
『百川学海』以来、もとの書籍をそのまま載せるのではなく、節略してあるものや、単なる抜き書きであるものも珍しくない。
叢書のすべてがきちんと校勘されているわけではない。また、『四庫全書』では政治的理由で意図的に文章を改めていることがある。

## 代表的な叢書

### 南宋・元
- 左圭『百川学海』
- 陶宗儀『説郛』

### 明
- 程栄『漢魏叢書』
- 沈節甫『紀録彙編』
- 呉琯『古今逸史』
- 毛晋『津逮秘書』

### 清
- 曹溶『学海類編』
- 『武英殿聚珍版叢書』
- 『四庫全書』
- 鮑廷博『知不足斎叢書』
- 盧文弨『抱経堂叢書』
- 孫星衍『平津館叢書』
- 張海鵬『学津討原』
- 王謨『漢魏遺書鈔』
- 馬国翰『玉函山房輯佚書』
- 黄奭『漢学堂叢書』（黄氏逸書考とも）
- 黎庶昌『古逸叢書』

### 中華民国
- 『四部叢刊』（商務印書館1919-1936）
- 『四部備要』（中華書局1920-1936）
- 『叢書集成』初編（商務印書館1935-1938）

日本で出版された有名な叢書としては『佚存叢書』『昌平叢書』がある。